# 형이상화파
형이상화파(形而上畵派, 이탈리아어: pittura metafisica)는 이탈리아의 키리코가 주창하여 카를로 카라, 조르조 모란디 들이 추진한 유파(流派)를 일컫는다. 주창자 조르조 데 키리코(Giorgio de Chirico)는 1888년에 그리스에서 태어난 이탈리아 사람인데 최초에는 기술자가 되기 위한 길을 걷다가 회화로 전향, 1906년부터 1909년까지 뮌헨에 머물면서 아르놀트 뵈클린과 막스 클링거의 화풍(畵風)을 배웠다. 그후 이탈리아 각지로 여행하여 르네상스 미술을 연구하고 더욱 1911년에서 1915년까지는 파리에서 큐비즘에 접(接)하였다. 형이상화파의 제창은 파리체재 이후의 일이다.
키리코의 사상적 근저에는 독일 낭만파와 프리드리히 니체, 아르투어 쇼펜하우어 등 독일 철학에 깊이 기울어 있고, 이것이 그를 독특한 환상과신비에 넘친 화풍으로 유도해 갔다. 그는 미래파가 가진 다이너미즘을 부정하여 진공(眞空)을 생각나게 하는 정적한 화면 공간을 그리고, 더욱 큐비즘이 버린 원근법(遠近法)을 이용하여 흉상(胸像)과 인체 모형과 기하학적 물체의 단편 등을 거기에 배치하였다. 그 화면은 키리코가 말하듯이 '사물의 형이상학적인 심리'를 묘출(描出)하려는 것이었다.
그의 정감의 영역을 뚫어버린 환상은 가끔 쉬르레알리슴의 선구로서 높이 평가되고 있다. 그러나 1924년 쉬르레알리슴의 운동이 시작되었을 때 키리코는 아카데믹한 작품으로 바꾸어 전위적인 활약 무대에서 물러나와 있었다.